# جزيرة أراكامتشيتشين
جزيرة أراكامتشيتشين (بالروسية: Аракамчечен)‏؛ لغات إسكيمو-أليوتية: Kigini) هي جزيرة في بحر بيرينغ.

## الجغرافيا
أراكامتشيتشين تقع شمال كيب تشابلينو، القريبة من الساحلتشوكوتكا. هو يفصلها عن الساحل القاري بعد 8 كم سليمة على نطاق واسع. ويسكن هذه الجزيرة؛ المستوطنة الرئيسية قرية يانراكينوت.
أراكامتشيتشين الجزيرة لها 32 كم وأقصى عرض لها 21 كيلومترا.  داخلية جبلية. جنوب تقع جزيرة يتيجران والغرب منها خليج بينكيجنيي وهناك بعد 5 كلم على نطاق واسع بين الجزيرتين. 
|  |  |

## الإدارة
إداريا جزيرة أراكامتشيتشين نتمي إلى تشوكوتكا الذاتية أوكروغ من الاتحاد الروسي.